# Le Dernier Loup
Le Dernier Loup (em chinês:  狼图腾, Láng Túténg; Brasil: Espírito de Lobo) é um filme sino-francês de 2015, dos gêneros aventura e drama, dirigido por Jean-Jacques Annaud, com roteiro baseado no romance semiautobiográfico O Totem do Lobo, de Lü Jiamin. 
Conta a história de um estudante chinês que é enviado à Mongólia Interior para ensinar aos pastores, mas acaba aprendendo sobre a população de lobos, que está sob ameaça de um burocrata do governo.
O filme teve sua estreia mundial no Festival de Berlim a 7 de fevereiro de 2015. Na China, o filme foi lançado a 19 de fevereiro de 2015, no dia do ano-novo chinês e na França estreou a 25 de fevereiro de 2015. Em Portugal o filme será lançado a 22 de outubro de 2015 e no Brasil em 29 de outubro de 2015.
O filme foi a primeira opção para representar a China na competição de Oscar de melhor filme estrangeiro da edição de 2016. Porém foi recusado pela Academia por não satisfazer os requisitos da categoria de filme estrangeiro.

## Elenco
- Feng Shaofeng como Chen Zhen
- Shawn Dou como Yang Ke
- Ankhnyam Ragchaa como Gasma
- Batdorj-in Baasanjab como Bilig
- Yin Zhusheng como Bao Shungui
- Baoyingexige como Batu
- Tumenbayar
- Xilindule
- Bao Hailong